# جو الين
جو الين (بالإنجليزية: Joe Allen)‏ (30 ديسمبر 1909 في المملكة المتحدة - 1 يناير 1978) هو لاعب كرة قدم بريطاني (وحمل سابقاً جنسية المملكة المتحدة لبريطانيا العظمى وأيرلندا) في مركز مهاجم داخلي. لعب مع توتنهام هوتسبير وكوينز بارك رينجرز ونادي روبيه ونادي نانسي (نادي كرة قدم) ونادي مانسفيلد تاون وNorthfleet United F.C. ‏.